# Eggerthella timonensis
Eggerthella timonensis — вид актинобактерій родини Eggerthellaceae. Представник мікробіоти кишкового тракту людини. Виділений у 2018 році з калу 8-річної пігмейки.

## Назва
Видова назва timonensis стосується лікарні La Timone в Марселі (Франція), де було виділено штам цієї бактерії.

## Опис
Ця бактерія є неспороносною, грампозитивною, нерухомою паличкою з каталазною, але не оксидазною активністю. Її геном має довжину 3 916 897 bp. З 3371 генів 57 були РНК-генами, а 3314 були генами, що кодують білки. Росте в анаеробних умовах за температури від 25 °C до 42 °C, але оптимально при 37 °C.

## Філогенетика
Філогенетично найближчим видом є Eggerthella lenta, яка подібна на 96,95 % в аналізі послідовності 16S рРНК.